# Thanh Hiền
Thanh Hiền, tên thật là Trần Thị Thanh Hiền (sinh năm 1954) là một nữ diễn viên người Việt Nam. Bắt đầu sự nghiệp diễn xuất từ năm 51 tuổi, sau 20 năm, bà đã tham gia hơn 700 dự án điện ảnh và truyền hình. Thanh Hiền được biết đến qua bộ phim điện ảnh Lật mặt 7: Một điều ước của đạo diễn Lý Hải năm 2024.
Thanh Hiền bắt đầu diễn xuất từ năm 1990 với một vai diễn nhỏ trong dự án truyền hình Mùi ngò gai. Kể từ đó, bà không ngừng tham gia vào nhiều dự án khác và đã hoàn thành gần 800 vai diễn trong các phim truyền hình, điện ảnh, sitcom và quảng cáo.
Ở tuổi 70, Thanh Hiền đã có vai chính điện ảnh đầu tiên trong phim Lật mặt 7: Một điều ước của đạo diễn Lý Hải. Trong phim, bà vào vai bà Hai, một nhân vật có nhiều cảnh quay nhất và là diễn viên duy nhất xuất hiện ở đủ năm bối cảnh trải dài từ Bắc vào Nam. Với vai diễn này, Thanh Hiền đã trở thành nữ chính lớn tuổi nhất trên màn ảnh Việt.
Thanh Hiền đã thể hiện tài năng diễn xuất đặc biệt qua vai diễn này, khiến nhiều người xúc động và rơi nước mắt. Bà đã chia sẻ rằng, dù đã đóng hàng trăm vai người mẹ trên màn ảnh, nhưng với Lật mặt 7: Một điều ước, vẫn là người mẹ nhiều nỗi lo, nhưng khác hơn ở chỗ, đây là vai chính điện ảnh nên bà muốn làm cho thật tốt.

## Phim đã tham gia
| Năm  | Phim                    | Thể loại    | Vai diễn           | Nguồn | Kênh  |
| ---- | ----------------------- | ----------- | ------------------ | ----- | ----- |
| 2005 | Mùi ngò gai             | Truyền hình | Bà Thanh           |       | HTV9  |
| 2009 | Sóng tình               | Truyền hinh | Lan                |       | HTV9  |
| 2011 | Vượt qua bóng đêm       | Truyền hinh | Quy                |       | HTV7  |
| 2013 | Ngọn cỏ gió đùa         | Truyền hình | Ánh Nguyệt         |       | HTV9  |
| 2014 | Đồng tiền đen           | Truyền hình | Bích Thùy          |       | SCTV9 |
| 2016 | Danh vọng phù hoa       | Truyền hình | Trằm               |       | THVL1 |
| 2016 | Dòng nhớ                | Truyền hình | Hiền               |       | THVL1 |
| 2019 | Tiếng sét trong mưa     | Truyền hình | Bà Bảy             | [ 5 ] | THVL1 |
| 2019 | Mắt biếc                | Điện ảnh    | Bà nội của Ngạn    |       |       |
| 2019 | Hai Phượng              | Điện ảnh    | Mẹ của gã giang hồ |       |       |
| 2020 | Những nàng dâu nổi loạn | Truyền hình | Bà Hậu             |       | VTV3  |
| 2021 | Canh bạc tình yêu       | Truyền hình | Trần Thiên Kim     |       | THVL1 |
| 2022 | Trà táo đỏ phần 2       | Truyền hình | Trúc Trà           |       | THVL1 |
| 2022 | Mẹ rơm                  | Truyền hình | Bà Trác            |       | VTV1  |
| 2022 | Nghiệp sinh tử          | Truyền hình | Bà 5               |       | THVL1 |
| 2023 | Bà chủ vắng nhà         | Truyền hình | Bà Hà              |       | HTV9  |
| 2024 | Lật mặt 7: Một điều ước | Điện ảnh    | Bà Hai             | [ 6 ] |       |
| 2024 | Tham vọng giàu sang     | Truyền hình | Bà Mai             |       | THVL1 |
| 2025 | Mẹ biển                 | Truyền hình | Bà Khuynh          |       | VTV1  |